# Liste der Biografien/Frap
Liste der Biografien |
Portal Biografien |
Personensuche
# |
A |
B |
C |
D |
E |
F |
G |
H |
I |
J |
K |
L |
M |
N |
O |
P |
Q |
R |
S |
T |
U |
V |
W |
X |
Y |
Z |
?
 
Fa |
Fe |
Ff |
Fh |
Fi |
Fj |
Fk |
Fl |
Fm |
Fn |
Fo |
Fr |
Ft |
Fu |
Fy
 
Fra |
Frc |
Fre |
Frg |
Fri |
Frk |
Frl |
Fro |
Fru |
Fry
 
Fraa |
Frab |
Frac |
Frad |
Frae |
Fraf |
Frag |
Frah |
Frai |
Fraj |
Frak |
Fral |
Fram |
Fran |
Frao |
Frap |
Fraq |
Frar |
Fras |
Frat |
Frau |
Frav |
Fraw |
Fray |
Fraz
Die Liste der Biografien führt alle Personen auf, die in der deutschsprachigen Wikipedia einen Artikel haben. Dieses ist eine Teilliste mit 13 Einträgen von Personen, deren Namen mit den Buchstaben „Frap“ beginnt.

## Frap

### Frapa
- Frapan, Ilse (1849–1908), deutsche Schriftstellerin

### Frapi
- Frapiccini, Ettore Lorenzo (* 1957), italienischer Graveur und Medailleur
- Frapié, Léon (1863–1949), französischer Schriftsteller

### Frapo
- Frapolli, Lodovico (1815–1878), italienisch-schweizerischer Geologe und Politiker, Mitglied der Camera dei deputati

### Frapp
- Frappa, Jean-José (1882–1939), französischer Filmkritiker, Journalist und Schriftsteller
- Frappa, José (1854–1904), französischer Maler
- Frappart, Stéphanie (* 1983), französische FußballschiedsrichterinStéphanie Frappart (* 1983)

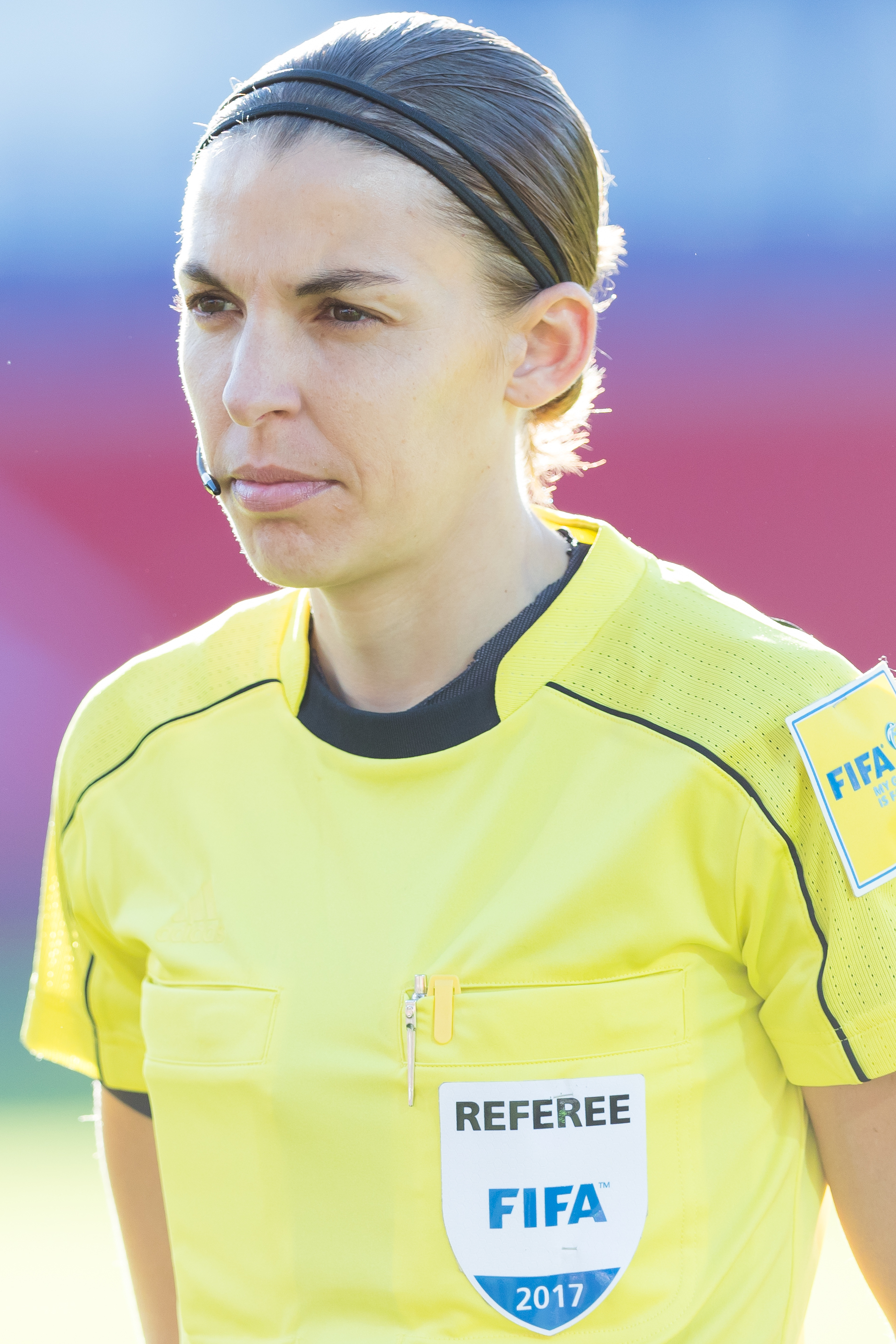
Stéphanie Frappart (* 1983)

- Frappier, Jean (1900–1974), französischer Romanist und Mediävist
- Frappier, Roger (* 1945), kanadischer Filmproduzent und Filmregisseur
- Frapporti, Marco (* 1985), italienischer Radrennfahrer
- Frapporti, Simona (* 1988), italienische Radsportlerin

### Fraps
- Fraps, Peter (1945–2015), deutscher Arzt und Sanitätsoffizier, zuletzt Generalstabsarzt
- Fraps, Thomas (* 1967), deutscher Zauberkünstler und Autor